# Суходол (община Новаци)
Вижте пояснителната страница за други значения на Суходол.
Суходол (на македонска литературна норма: Суво Дол) е село в община Новаци, в южната част на Северна Македония. Според преброяването от 2002 година селото има 2 жители северномакедонци.

## География
Селото е разположено в западните склонове на Селечката планина на 20 километра източно от град Битоля.

## История
Според статистиката на Васил Кънчов („Македония. Етнография и статистика“) към 1900 година в Суходолъ живеят 300 българи християни и 50 арнаути мохамедани.
На Етнографската карта на Битолския вилает на Картографския институт в София от 1901 година Християнски Суходол е чисто българско село в Битолската каза на Битолския санджак с 30 къщи.
След Илинденското въстание в началото на 1904 година цялото село минава под върховенството на Българската екзархия. По данни на секретаря на екзархията Димитър Мишев („La Macédoine et sa Population Chrétienne“) в 1905 година в Суходол има 176 българи екзархисти.

## Личности
Родени в Суходол
- Пецо Суходолчето (? - 1906), български революционер от ВМОРО

Починали в Суходол
- Георги Димитров Попов, български военен деец, поручик, загинал през Първата световна война[6]
- Димитър Георгиев Дюлгеров, български военен деец, подпоручик, загинал през Първата световна война[7]
- Димо Иванов Попов, български военен деец, капитан, загинал през Първата световна война[8]